# Seth Rockman
Seth Rockman est un historien américain. Il est professeur agrégé d'histoire à l'Université Brown. Il est récipiendaire du prix Merle Curti et du prix Philip Taft du livre d'histoire du travail pour son livre de 2009 Scraping By: Wage Labor, Slavery, and Survival in Early Baltimore.

## Biographie
Rockman est né dans l'Indiana et grandit à San Francisco. Il obtient son baccalauréat de l'Université Columbia et son doctorat de l'Université de Californie à Davis. Il enseigne à l'Occidental College avant de rejoindre la faculté de l'Université Brown en 2004. Ses recherches portent sur l'histoire de l'esclavage et du capitalisme aux États-Unis,,,.
En 2010, Rockman est co-lauréat du prix Merle Curti de l'Organisation des historiens américains. Il reçoit également le prix Philip Taft Labor History Book 2010 de la Cornell University ILR School.
Rockman est marié à une autre historienne de Brown, Tara Nummedal.